# NBA Live 2000
NBA Live 2000 är ett basketspel i NBA Live-serien. Omslaget pryds av Tim Duncan, som då spelade för San Antonio Spurs. Spelet utvecklades av EA Sports, och släpptes 1999. Matcherna presenteras v Don Poier med Reggie Theus som kommentator. Spelet var även tänkt att släppas till Game Boy Color, men den versionen avbröts.  För första gången medverkar Michael Jordan i serien. Spelet var också det sista i.serien att släppas till Nintendo 64.

### Fotnoter
1. ↑  NBA Live 2000 Arkiverad 2 mars 2014 hämtat från the Wayback Machine. PlayStation release information på Gamefaqs
2. ↑  ”NBA Live 2000” (på engelska). Gamefaqs. Arkiverad från originalet den 20 maj 2014. https://web.archive.org/web/20140520220456/http://www.gamefaqs.com/gbc/576073-nba-live-2000. Läst 20 maj 2014.